# روبرت كرايغ
روبرت كرايغ (بالإنجليزية: Robert Craig)‏ هو سياسي أمريكي، ولد في 1792، وتوفي في 25 نوفمبر 1852 في سالم في الولايات المتحدة. حزبياً، نشط في الحزب الديمقراطي. وقد انتخب عضو مجلس نواب الولايات المتحدة عن ولاية فرجينيا وانتخب عضو مجلس النواب الأمريكي.